# Viganò
Viganò är en ort och kommun i provinsen Lecco i regionen Lombardiet i Italien. Kommunen hade 2 089 invånare (2018).